# 渡嘉敷来夢
渡嘉敷 来夢（とかしき らむ、1991年6月11日 - ）は、日本の女子バスケットボール選手。埼玉県出身。桜花学園高等学校卒業。193cm  。ポジションはセンターフォワード。愛称は「ラム」、コートネームは「タク」（“逞しさ”から命名）。

## 来歴
東京都北区赤羽生まれ埼玉県春日部育ち 。
宮川小学校では陸上競技の選手で、6年の時に走高跳で全国優勝を果たす。春日部市立豊春中学校でバスケに転向するが、部員減のため2年生の時に春日部東中学校へ転校。3年生の時、全国大会ベスト8に進出。
2007年4月、桜花学園に進学。1年より主力として高校3冠に貢献。高校在学中はインターハイ・ウィンターカップともに3連覇を達成。ウィンターカップでは2年連続ベスト5に選ばれた。
2010年、JX日鉱日石エネルギー（入社時はジャパンエナジー）に入社し、Wリーグ所属の同社バスケットボール部・JXサンフラワーズに加入。ルーキーシーズンより主力として活躍し、Wリーグ2010-11レギュラーシーズン28試合に出場し、いずれもランキング4位の13.9得点、8.7リバウンド、ブロックショットはリーグ1位の2.25本を記録した。この好成績によりルーキーオブザイヤーのみならず、レギュラーシーズンMVPも獲得する、Wリーグ初の快挙を達成した（男子では過去に長谷川誠（松下電器）が達成している）。
2011-12シーズンも開幕より主力として試合に出場していたが、負傷していた右足甲の手術を1月に行い、以後の試合は欠場し、16試合の出場に止まる。
Wリーグ2012-13シーズンより復帰し、フィールドゴール成功率、リバウンド、ブロックショットでリーグ1位。プレーオフファイナル4試合では1試合平均25.75得点、17リバウンドの活躍で優勝に貢献し、MVPを獲得。
Wリーグ2013-14シーズンもブロックショットで3度目のリーグ1位。このシーズンも優勝に貢献した。
Wリーグ2014-15シーズンもレギュラーシーズンで得点、リバウンド、ブロック、フィールドゴール成功率の4部門でリーグトップの成績を残し、ベスト5、MVPを受賞。チームの連覇に貢献し、プレイオフMVPも受賞した。
WNBA挑戦中もWリーグシーズンはJXサンフラワーズでプレーしている。2019-20シーズンまで連続でシーズンMVPを受賞。2020-21シーズン途中に故障により戦線離脱。
2023-24シーズンをもってWNBA在籍期間含めて14年間在籍していたENEOSサンフラワーズを退団することが発表された。
2024-25シーズンからアイシンウィングスでプレーすることが発表された。

### WNBA

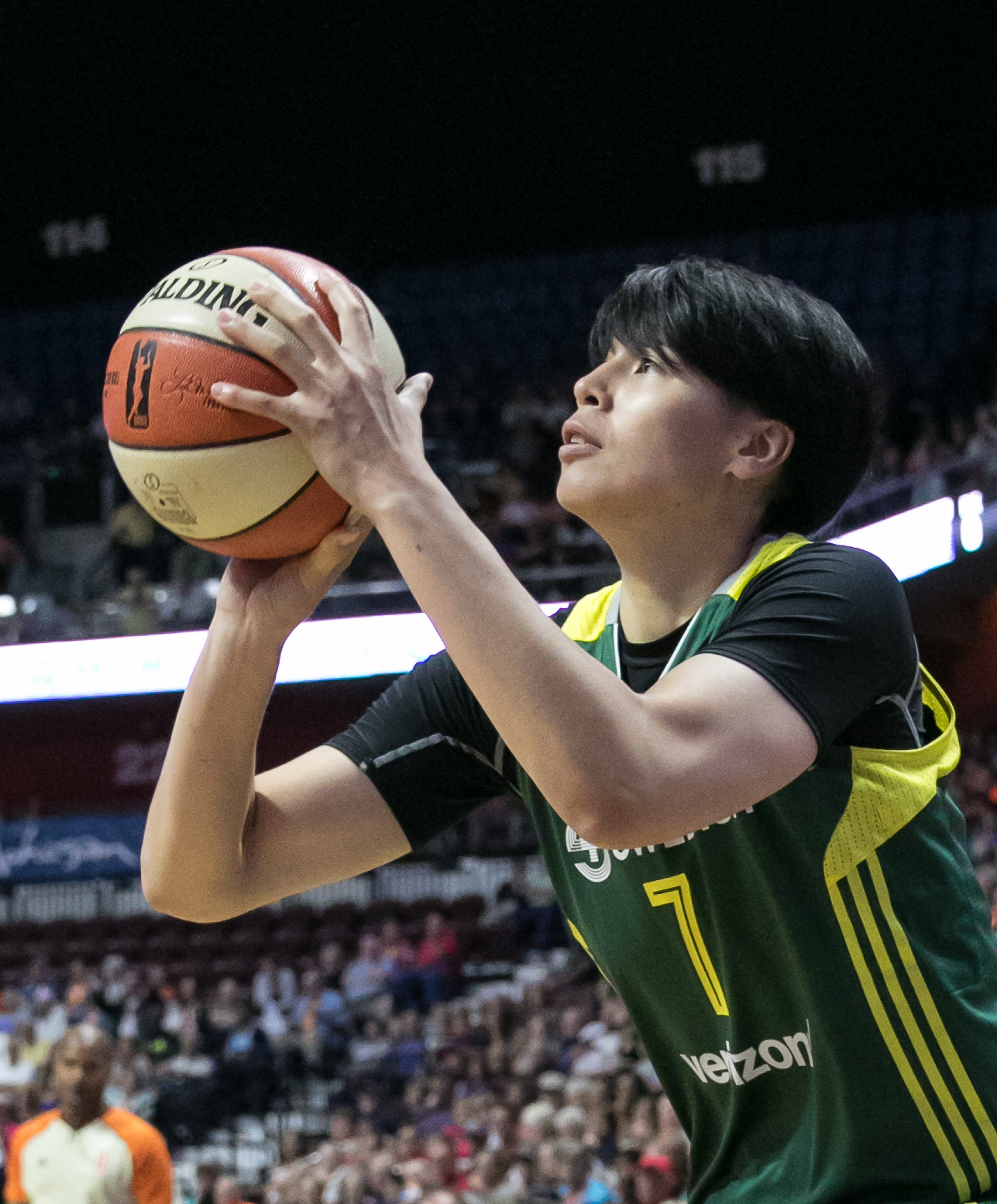
シアトル・ストームでプレー中の渡嘉敷（2017年）

2015年4月6日、アメリカプロリーグWNBAのシアトル・ストームと契約を結んだことを発表した。日本人の同リーグ入りはいずれもJXの先輩に当たる萩原美樹子、大神雄子に次ぎ3人目。2015年5月28日、ベンチから14分の出場でフィールドゴール7本中5本の11得点をあげた。シーズン30試合出場で8.2得点、3.3リバウンドを記録。WNBAのオールルーキーチーム（新人ベスト5）に選出された。
2年目の2016年シーズンは5.3得点、2.5リバウンド。新人ブリアーナ・スチュワートの加入によりスタメンは1試合に減少した。3年目の2017年シーズンはキャリアハイの33試合に出場し、3.2得点、1.6リバウンドを記録した。

## 日本代表歴
高校2年生時の2008年、高校生ながら190cmオーバーと言う並外れた体格から史上最年少の16歳で日本代表候補に選出される。北京オリンピック世界最終予選のメンバーからは外れたが、チームに帯同した。同年、U-18日本代表にも選出され、U-18アジア選手権で初優勝に貢献した。
JX入社後の2010年春に再び日本代表候補となったが、合宿で足首を負傷し代表入りはならなかった。
JXでのルーキーシーズンを終えた2011年、日本代表に初選出され、アジア選手権で3位。6試合に出場し、1試合平均4.8得点、4.5リバウンド。
2012年はWリーグシーズン中の故障によるリハビリで代表には選ばれなかった。
2013年に復帰し、11月にバンコクで開催されたアジア選手権で日本にとって43年ぶりとなる金メダル獲得の原動力となった。決勝の韓国戦では20得点、18リバウンド、2アシストで勝利に貢献。予選から全7試合に出場し、1試合平均17.1得点、8.9リバウンド、2.0アシストで大会MVPとベスト5に選出された。
2014年、トルコで開催された世界選手権に初出場。予選3試合で1試合11.3得点、5.7リバウンド。
2015年、武漢で開催されたアジア選手権では2連覇に貢献。全7試合の1試合平均は11.4得点6リバウンド1.9スティール1.6ブロック。決勝の中国戦は18得点7リバウンド2スティール2ブロックを記録。MVPとベスト5を2大会連続で受賞。
2016年、リオデジャネイロオリンピックでベスト8進出
2019年、日本代表に復帰し、アジアカップで優勝
2020年、東京オリンピック予選大会に出場。1年延期し、2021年7月に開催された東京オリンピックには前年冬に負った負傷により出場できなかった。
2021年8月、日本代表候補に復帰し、合宿に参加したが、2021年FIBA女子アジアカップ出場選手には選出されなかった。
2022年2月、大阪開催のワールドカップ予選で日本代表に復帰。その後6ヶ月を経て「2022三井不動産カップ」日本代表国際強化試合代表に選抜された。

## 人物
父方の祖父は沖縄米兵のアメリカ人で父が日本人とのハーフ。
子供の時から運動神経が良く、兄の入っていたスポーツクラブに2年飛び級で入り幼稚園の時に既に小学生のクラスでやっていた。兄の習う事は全て後を追い、極真空手、少年野球などを始め、それ以外にスイミングやソロバン、学習塾と習っていたが、ミニバスだけは、母親がお茶くみや車出しが出来ないからとさせてもらえず、自分で通える習い事で、小学生生活を送る。
日本人女子で初めてダンクシュートをした選手。
中学入学時は身長170cmだったが、卒業時は185cmにまで成長。本人によると、身長が196cmある父親の影響だと語っている。
好きな食べ物は寿司で、特に貝類に目が無いとのこと。しかし焼き魚や煮魚は苦手だという。
小学校の頃に元℃-uteの矢島舞美と野球のリトルリーグで一緒のチームにいたことがある。

## 受賞歴
国際大会
- 2013年バスケットボール女子アジア選手権 MVP、ベスト5
- 2015年バスケットボール女子アジア選手権 MVP、ベスト5

日本国内
- 全日本総合バスケットボール選手権大会ベスト5（2011、2012、2013、2014、2015、2016、2017）
- Wリーグ ルーキーオブザイヤー（2010-11）
- Wリーグ レギュラーシーズンMVP（2010-11、2014-15、2015-16、2016-17、2017-18、2018-19、2019-20）
- Wリーグ ベスト5（2010-11、2013-14、2014-15、2015-16、2016-17、2017-18、2018-19、2019-20）
- Wリーグ プレイオフMVP（2012-13、2014-15）

WNBA
- オールルーキーチーム（2015）